# Comuna Strîjivka, Korostîșiv
Strîjivka (în ucraineană Стрижівська сільська рада) este o comună în raionul Korostîșiv, regiunea Jîtomîr, Ucraina, formată din satele Kolodeazkî și Strîjivka (reședința).

## Demografie
Componența lingvistică a comunei Strîjivka
     Ucraineană (95,52%)
     Rusă (4,13%)
     Alte limbi (0,28%)
Conform recensământului din 2001, majoritatea populației comunei Strîjivka era vorbitoare de ucraineană (95,52%), existând în minoritate și vorbitori de rusă (4,13%).